# Petrus von Reichenau
Petrus von Reichenau (* im 8. Jahrhundert; † 21. Februar 786 in Reichenau) war von 782 bis 786 Abt des Klosters Reichenau.

## Leben und Wirken
Abt Petrus entstammte dem Geschlecht der Agilolfinger. Er war zunächst Mönch im Kloster Reichenau, bevor er im betagten Alter zum Abt gewählt wurde.
Nachdem seit 736 die Konstanzer Bischöfe Arnefrid, Sidonius und Johannes zugleich als Äbte das Kloster Reichenau in Personalunion verwalteten, begann mit Petrus’ Abbatiat die Loslösung der Abtei Reichenau vom Bistum Konstanz. Diese wiedergewonnene Selbstständigkeit konnte nicht zuletzt deshalb erfolgreich durchgesetzt werden, weil Gerold, der Bruder der Königin Hildegard und ein enger Vertrauter und Ratgeber seines Schwagers Karls des Großen, ein Wohltäter und Stifter des Inselklosters war und ihm zahlreiche Schenkungen machte.
Über Petrus’ Amtsführung als Abt ist nur wenig bekannt. Dem Bericht von Gallus Öhem, dem Chronist des Klosters Reichenau zufolge, war Petrus sehr gelehrt und bemühte sich um die Vermehrung der Buchbestände der Klosterbibliothek. So brachte er von einer Reise nach Italien eine kostbare Bibelhandschrift in sein Heimatkloster.